# Augustus FitzRoy, 7:e hertig av Grafton
Lord Augustus Charles Lennox FitzRoy, 7:e hertig av Grafton , född 22 juni 1821 i London, död 4 december 1918 på Wakefield Lodge , Potterspury, Northamptonshire. Han var son till Henry FitzRoy, 5:e hertig av Grafton.
Han gifte sig 1847 med Anna Balfour (1825-1857) en faster till premiärminister Arthur Balfour.
Lord Augustus gjorde en militär karriär, avslutad som överstelöjtnant. Han deltog i Krimkriget och blev allvarligt sårad där. Han var också hovstallmästare hos drottning Viktoria I av England 1849-1892. Dessutom var han i olika omgångar fredsdomare för Suffolk och Buckinghamshire.
Han efterträdde sin barnlöse bror som hertig av Grafton 1882.

## Barn
- Henry James FitzRoy, earl av Euston (1848-1912) gift med Kate Walsh (d. 1903)
- Alfred FitzRoy, 8:e hertig av Grafton (1850-1930) , gift 1:o med Margaret Smith (1855-1913). Gift 2:o 1916 med Susanna Mary McTaggart-Stewart
- Lady Eleanor FitzRoy (1853-1905) gift 3 ggr
- Reverend Lord Charles FitzRoy (1857-1911) , gift med Hon. Ismay FitzRoy (1863-1952)